# Día Nacional por una Argentina sin Chagas

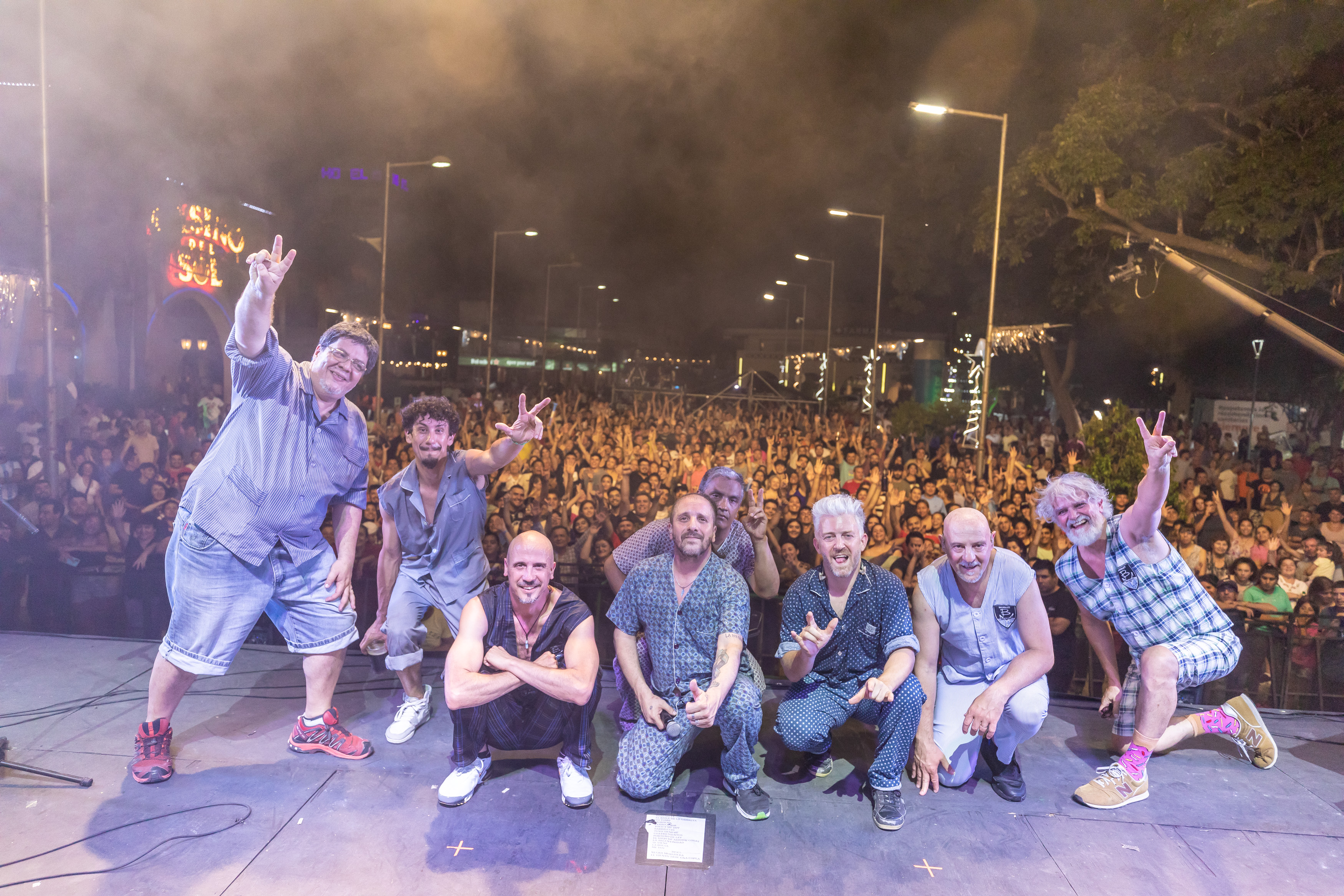
En 2022, para conmemorar esta fecha, se realizó un festival en Termas de Río Hondo, Santiago del Estero, Argentina, con la participación de Bersuit Vergarabat para concientizar e informar acerca de la transmisión del Chagas.

El Día Nacional por una Argentina sin Chagas es una jornada que se conmemora todos los últimos viernes del mes de agosto, con el fin de “promover la participación comunitaria con el compromiso que conlleva, a partir del trabajo conjunto entre la comunidad científica, sanitaria, escolar y la comunidad en general para desnaturalizar la enfermedad de Chagas, tomar conciencia acerca de esta problemática y romper el silencio que la rodea".

## Proclamación
La iniciativa de promover esta efeméride fue impulsada por el Programa Nacional de Chagas del Ministerio de Salud de la Nación de Argentina en el año 2011. La misma fue convertida en Ley Nacional (Nro. 26.945) en agosto de 2014.

Ley 26.945: “Día Nacional por una Argentina sin Chagas”.
Sancionada: Julio 2 de 2014 / Promulgada de Hecho: Agosto 7 de 2014
El Senado y Cámara de Diputados de la Nación Argentina reunidos en Congreso, etc. sancionan con fuerza de Ley:
ARTÍCULO 1° — Declárase el último viernes del mes de agosto de cada año como el “Día Nacional por una Argentina sin Chagas”.

ARTÍCULO 2° — De conformidad con lo dispuesto en el artículo anterior, durante ese día, el Ministerio de Salud, en coordinación con otros organismos nacionales correspondientes y con las autoridades sanitarias de cada jurisdicción, desarrollará diversas actividades públicas de educación y concientización orientadas a la prevención y el control de todas las formas de transmisión de dicha enfermedad.

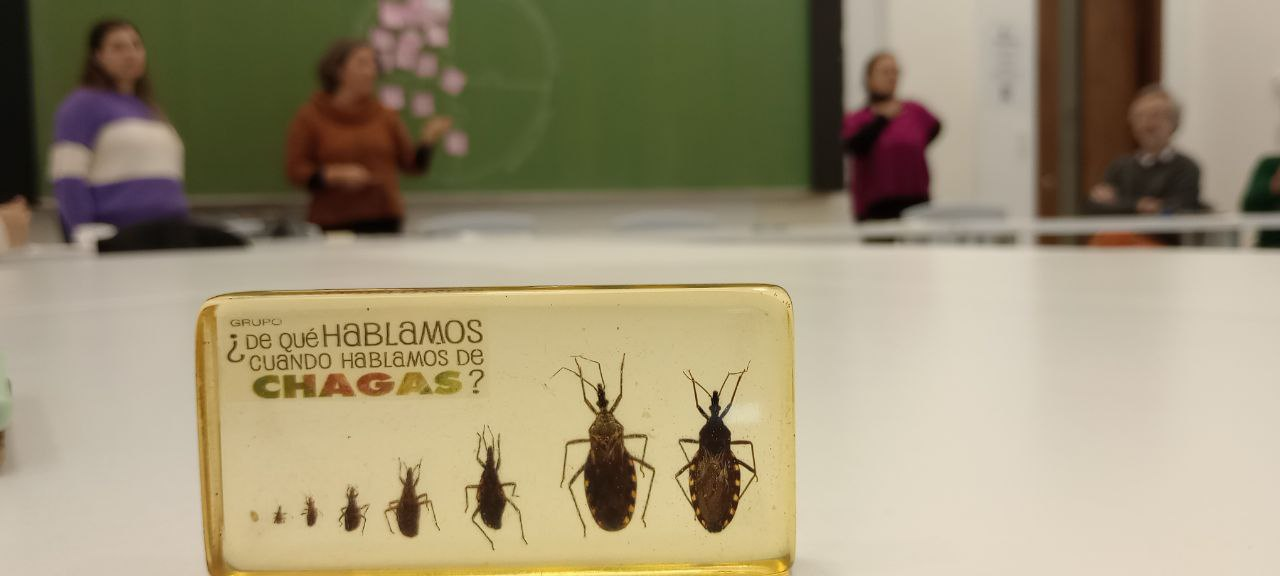
Taller "Hablemos de chagas" dictado por el grupo ¿De qué hablamos cuando hablamos de chagas?, en la FCEyN UBA. Foto tomada el 26 de agosto de 2024 en Argentina.

La elección del último viernes del mes de agosto se debe a que durante la época estival de esa región se registra una mayor actividad y reproducción de la vinchuca, lo que produce un aumento de la densidad poblacional de este insecto vector en las viviendas. Sin embargo, la fecha formalizada por Ley posibilita generar diversas actividades a lo largo del país para difundir masivamente aspectos centrales de la problemática.